# Le Sap-André
Le Sap-André település Franciaországban, Orne megyében. Lakosainak száma 125 fő (2022. január 1.). Le Sap-André Chaumont, Saint-Evroult-de-Montfort, Touquettes, La Trinité-des-Laitiers és La Ferté-en-Ouche községekkel határos.

## Népesség
A település népességének változása:
| Lakosok száma | 117  | 113  | 118  | 118  | 121  | 127  | 127  | 126  | 125  |
|               | 2013 | 2015 | 2016 | 2017 | 2018 | 2019 | 2020 | 2021 | 2022 |